# Mit polityczny
Mit polityczny jest zmistyfikowaną formą świadomości politycznej. Podstawowym składnikiem mitu politycznego jest czynnik emocjonalny. Mit jest strukturą otwartą, może być wzbogacony lub pewne jego części mogą być pomijane. Mit polityczny stanowi znaczącą część mitów występujących w życiu społecznym.

## Cechy mitów
Cechy charakteryzujące mity polityczne:
1. oparte na wierze;
2. narzucone przez grupę;
3. irracjonalne;
4. niepodatne na weryfikację z praktyką;
5. oparte na autorytetach społecznych;
6. silnie oddziałujące na życie.

Mit wyrasta z ludzkich potrzeb, uczuć, których zaspokojenie jest oczekiwane przez dany podmiot. Mit polityczny daje jednostce, jak i grupie uzasadnienie owych działań politycznych. Mit polityczny jest traktowany jako irracjonalny, fałszywy i złudny element świadomości politycznej. Francuski myśliciel Georges Sorel opierał swój program na przekonaniu, że siłą napędową w dziejach zawsze stanowią walczące mniejszości. Masy są pasywne i najczęściej słuchają głosów swoich przywódców, swej elity. Wychodząc z tego założenia przyjmował, że wszelkie przewroty w historii nieuchronnie łączą się z określonymi hasłami, z mitami społecznymi, które ogarniają ludzi, tworzą ich siłę. Mitami pierwszych chrześcijan była wiara w powtórne przyjście Chrystusa, mitem francuskich jakobinów idea wolności, równości i braterstwa. Takim mitem ruchu syndykalistycznego jest idea strajku powszechnego, który obali ustrój kapitalistyczny i wprowadzi na jego miejsce ustrój wolnych wytwórców, zrzeszonych w syndykaty. Mit wyzwolenia od przemocy społeczeństwa syndykalistycznego wcale nie musi być udziałem większości klasy robotniczej; mniejszość uświadomiona – ma moralne prawo do działania w imieniu nieuświadomionej większości. Kształtowanie mitu politycznego jest określonym procesem, w którym jego powstanie i konsekwencje polityczne zasługują na uwagę. 
Proces tworzenia mitu zdaniem T. Biernata obejmuje :
- przekaz informacji początkowych o rzeczywistości społeczno-politycznej lub jej wycinku, ukierunkowany na zmianę świadomości zbiorowej;
- przekształcanie treści informacji początkowych w zasadę mitu tj. obiegowy sąd o rzeczywistości społeczno-politycznej;
- wysłowienie mitu – stanowiąc uzewnętrznienie zasady mitu w konkretnych zachowaniach politycznych

Efektem narodzin mitu politycznego jest więc powstanie normy działania grupowego lub zbiorowa gotowość do konkretnych zachowań politycznych. Szczególną rolę w polityce odgrywa mit wroga mobilizujący do działań wielkie grupy społeczne (narody, wspólnoty wyznaniowe, grupy zawodowe).